# Jannik Westphal
Jannik Westphal (* 24. Juli 2004 in Lübeck) ist ein deutscher Fußballspieler. Der Abwehrspieler steht beim FC St. Pauli unter Vertrag.

## Sportlicher Werdegang
Westphal begann mit dem Vereinsfußball beim Lübecker SC 99, ehe er 2015 in den Nachwuchsbereich des VfB Lübeck stieß. 2019 verließ er den Klub in Richtung Eintracht Norderstedt, kam aber über den SV Eichede 2023 zurück. Schnell etablierte er sich als Stammspieler in der in der Oberliga Schleswig-Holstein antretenden Reservemannschaft des Lübecker Vereins. Wechselweise in der Abwehr und im defensiven Mittelfeld eingesetzt, zeichnete er sich zudem insbesondere im ersten Drittel als torgefährlich aus, so dass er unter den neuen Trainer Jens Martens zu Ende der Drittligasaison 2023/24 in den Kader der Drittligamannschaft des Klubs hochgezogen wurde. Nachdem er bei dessen Debüt am 31. März gegen Viktoria Köln erstmals auf der Ersatzbank gesessen hatte, kam er bei der 1:4-Auswärtsniederlage beim Mitaufsteiger SpVgg Unterhaching am 13. April als Einwechselspieler für Ulrich Taffertshofer zu seinem Profidebüt. Beim folgenden Ligaspiel stand er erstmals in der Startformation, musste aber nach einer 0:5-Niederlage gegen Borussia Dortmund II wieder weichen und wurde anschließend aufgrund einer Sprunggelenksverletzung ausgebremst. Im Sommer 2024 unterzeichnete er beim von einem in Folge des Abstiegs in die Regionalliga Nord im Umbruch befindlichen Klub einen Vertrag bis Ende 2025. Unter dem neuen Cheftrainer Guerino Capretti war er in der Saison 2024/25 mit 29 Ligaeinsätzen (28-mal in der Startelf) Stammspieler.
Zur Saison 2025/26 wechselte Westphal innerhalb der Regionalliga Nord zur zweiten Mannschaft des FC St. Pauli.

## Titel
- Schleswig-holsteinischer Pokalsieger: 2025 (VfB Lübeck)